# 油土
油土（Oil Based Clay）是一种人工黏土，它是用硫磺、黑铅蜡、粘性較強的黏土混合一定比例的蠟、礦物油與機油製作而成。，可用在汽車原型上，有細緻的質感。按照特性，可分为汽車油土及精雕油土。